# Comuna Culevcea, Cetatea Albă
Culevcea (în ucraineană Кулевча) este o comună în raionul Sărata, regiunea Odesa, Ucraina, formată din satele Constantinești și Culevcea (reședința).

## Demografie
Componența lingvistică a comunei Culevcea
     Bulgară (84,85%)
     Ucraineană (8,87%)
     Rusă (5,64%)
     Alte limbi (0,49%)
Conform recensământului din 2001, majoritatea populației comunei Culevcea era vorbitoare de bulgară (84,85%), existând în minoritate și vorbitori de ucraineană (8,87%) și rusă (5,64%).